# Condado de Neshoba
El condado de Neshoba (en inglés: Neshoba County), fundado en 1833, es un condado del estado estadounidense de Misisipi. En el año 2000 tenía una población de 28.684 habitantes con una densidad poblacional de 19 personas por km². La sede del condado es Philadelphia.

## Geografía
Según la Oficina del Censo, el condado tiene un área total de 1481 km² (571,8 mi²), de la cual 1476 km² (569,9 mi²) es tierra y 5 km² (1,9 mi²) es agua.

## Demografía
En el 2000 la renta per cápita promedia del condado era de $ 28,300, y el ingreso promedio para una familia era de $33,439. El ingreso per cápita para el condado era de $14,964. En 2000 los hombres tenían un ingreso per cápita de $28,112 frente a $19,882 para las mujeres. Alrededor del 21% de la población estaba bajo el umbral de pobreza nacional.

## Condados adyacentes
- Condado de Winston (norte)
- Condado de Kemper (este)
- Condado de Newton (sur)
- Condado de Leake (oeste)

## Localidades
Ciudades
- Philadelphia

Pueblos
- Union (la mayor parte en Condado de Newton)

Lugares designados por el censo
- Bogue Chitto (parte en Condado de Kemper)
- Pearl River
- Tucker

Área no incorporada
- Burnside
- Choctaw
- Neshoba
- Stallo

## Principales carreteras
- Carretera 15
- Carretera 16
- Carretera 19
- Carretera 21